# دهستان جهاد
دهستان جهاد، یکی از دهستان‌های بخش گمبوعه شهرستان حمیدیه در استان خوزستان ایران است. مرکز این دهستان، روستای گمبوعه بزرگ است.

## جمعیت
بر پایه سرشماری عمومی نفوس و مسکن در سال ۱۳۹۵، جمعیت دهستان جهاد برابر با ۸٬۵۹۸ نفر بوده است.